# Glipostenoda mellissiana
Glipostenoda mellissiana là một loài bọ cánh cứng trong họ Mordellidae. Loài này được Wollaston miêu tả khoa học năm 1870.